# Château du Châtelard (Savoie)
Pour les articles homonymes, voir Château du Châtelard.
Le château du Châtelard est un ancien château fort, du XIe siècle, centre d'une seigneurie et d'une châtellenie, puis siège d'un marquisat en 1639, dont les vestiges se dressent sur la commune du Châtelard dans le département de la Savoie en région Auvergne-Rhône-Alpes.

## Situation
Les ruines du château du Châtelard sont situées dans le département français de la Savoie sur la commune du Châtelard, à 825 mètres d'altitude sur un éperon barré, détaché du mont Julioz, contourné par le Chéran au sud du bourg qu'il domine.
La situation des Bauges, situées entre les « bassins des lacs d'Annecy et du Bourget et la vallée de l'Isère », en fait un espace stratégique, selon Georges Chapier auteur de nombreux travaux sur les sites castraux de la Haute-Savoie, puisqu'il « permettait â une armée qui y prenait position de porter ses coups dans les directions les plus diverses tout en conservant une ou plusieurs voies de retraite ». En effet, les quelque 23.000 hectares des Bauges, avec une altitude moyenne de 1 000 mètres, s'apparentent à une « forteresse naturelle », qui n'est accessible que par quelques cols (Frêne, depuis la combe de Savoie, Tamié en partie, Leschaud depuis les rives du lac d'Annecy, Cusy depuis l'Albanais et des Déserts depuis le Bourget ou Chambéry). Dans cet ensemble, le Châtelard occupe une place centrale et en avoir le contrôle reviendrait, selon les observateurs, à devenir le « maître des Bauges ».
Le château-verrou est ainsi installé sur une hauteur rocheuse isolée, dont seul un côté est accessible, les autres donnant sur le Chéran. Il contrôle la principale route à l'intérieur du massif.

## Histoire

### Origine et premières mentions
Le Châtelard serait une possession des Savoie dès le XIe siècle,,. Le château est mentionné, selon les auteurs, en 1090 (Salch, Brocard),, vers 1095 (Castellarium), d'après le cartulaire de l'abbaye de Saint-André-le-Bas de Vienne ou la fin du siècle selon Samuel Guichenon, cités par l'abbé Gros, ou encore 1098, selon Ruth Mariotte Löber. On trouve au cours des périodes les formes Castellum ou Castellaho in Bogiis (1273), Castellarium in Bovillis, Castelarii Boviciarium.
Le château est élevé très probablement sur le site d'une antique forteresse allobroge. En effet, une pièce de monnaie éburonne, du nom d'un peuple allié aux Allobroges, a été découverte sur la motte.
Des fouilles au XIXe siècle ont, par ailleurs, permis de trouver des monnaies romaines dans les environs, ce qui permettrait d'indiquer que le site a également été occupé par les Romains.

### Place forte de la maison de Savoie
Le château du Châtelard fut, avec le château de Montmélian, jusqu'au XIIIe siècle, une des places de guerre majeure de la maison de Savoie. Le château fut le siège de l'une des deux seigneuries des Bauges avec celle de Lescheraines.
En 1222 Aimon de Pontverre, par échange, reçoit du comte Thomas Ier de Savoie des droits au Châtelard. Il servit de nombreuses fois de résidence au comte Thomas. Le comte Amédée V de Savoie octroie, dès 1301, des franchises au bourg du Châtelard,.
Le château est assiégé et détruit par deux fois, en 1305 et 1324, lors du conflit opposant la Savoie au Dauphiné. La première fois, le 7 juin 1305, (certains auteurs ont donné l'an 1304 ainsi que le 10 avril 1305), le château est pris par les troupes du dauphin Guigues VII de Viennois, menées par Hugues Dauphin, seigneur du Faucigny. La « porte des Boges paraissait ouverte » pour les Dauphinois. Un an plus tard, seigneur Anthelme de Miolans, son vassal de Verdun, ainsi que le comte Édouard de Savoie assiège Le Châtelard pendant seize jours. Il est repris par escalade en une nuit. Le château est reconstruit.
En 1324, (ou 1328), le château est pris par des troupes du dauphin Guigues VIII de Viennois. Édouard de Savoie le reprend ; lors de l’assaut, il charge aux cris de : « Savoie à son comte! Qui m'aime me suive! Mieux vaut mourir à l'honneur que de vivre dans la honte ! ». Le comte Édouard confirme en 1324 les franchises de 1301, octroyées par son aïeul, qui avait brûlé. 
Le châtelain, Gaspard I de Montmayeur le remanie en 1356-1357. De même en 1481, Humbert Rosset, vice-châtelain, y fait exécuter des travaux.
Au XIVe siècle, le château comtal est temporairement inféodé. Le 12 janvier 1481, le duc de Savoie, Philibert Ier de Savoie, acquiert moyennant 3 300 florins d'Amédée de Gingins, seigneur de Belmont, le château, la juridiction et le mandement du Châtelard.
Il est donné à la fin du XVe siècle en apanage à Jacques de Savoie, comte de Romont, baron de Vaud, puis il fait retour à la maison de Savoie qui y nomme un châtelain.

### Ventes de la seigneurie
Le duc Charles III de Savoie vend la seigneurie le 11 novembre 1511 pour 14 000 florins à François de Luxembourg et à sa femme Louise de Savoie,,. L'abbé Morand précise toutefois que la vente est placée « sous la réserve de rachat pendant douze ans ». Il passe ensuite à leur fils, François de Luxembourg, puis ses héritiers,.
En 1572, Emmanuel-Philibert de Savoie récupère la seigneurie et cède son droit de rachat à Philibert de Montjovet, conseiller ducal, chambellan, et à son épouse Isabelle (Isabeau) de Grillet, le 24 janvier. Toutefois l'héritière des droits des Luxembourg, Marie de Luxembourg, duchesse de Mercœur, conteste la vente et réclame le remboursement des 14 000 florins. L'affaire est mise en jugement par la duchesse devant le Sénat de Savoie. Entre-temps, le mariage entre Philibert de Montjovet et Isabelle de Grillet n'étant pas consommé, celui-ci est dissous. Le conseiller ducal ne pouvant rembourser la part de son épouse lui donne sa part de droits sur la seigneurie du Châtelard. Elle se remarie avec Bernardin de Savoie et ces derniers abandonnent leurs droits sur le Châtelard au duc Charles-Emmanuel Ier de Savoie en 1581,,. Ce dernier échange la seigneurie avec celle de Miribel avec Bertrand de Seyssel baron de La Serraz, sa femme de Bonne de Costa et le frère de cette dernière Alexandre Costa.
Il vend la terre du Châtelard le 5 décembre 1618 à Sigismond d'Est, marquis de Lans, au prix de 27 000 florins au profit duquel la seigneurie est érigée en marquisat le 20 juin 1619,. Le marquisat, tout comme la seigneurie, comprend neuf communes : Aillon, Bellecombe, Le Châtelard, La Compôte, Doucy, École, Jarsy, La Motte et Sainte-Reine,.
Sigismond d'Est le vend le 24 juillet 1624 au prince Thomas de Savoie-Carignan,, pour 12 000 ducatons. Le prince fait construire dans les environs du bourg le château des Écuries, un domaine dédié aux chevaux, ainsi que d'autres investissements qui le rendirent populaire. Ces héritiers, son fils Eugène-Maurice de Savoie-Carignan, puis sa belle-fille, Olympe Mancini, conservent le marquisat jusqu'en 1688,, avant de le céder à Emmanuel-Philibert de Savoie-Carignan. Ce dernier le vend aux seigneurs Joseph et Paul de Lescheraines. Cette famille garde le marquisat jusqu'en 1832. Leurs biens passent à la famille du Noyer, puis Chambost et enfin d'Aviernoz.

### Ruines du château et fouilles
En 1698,, sous le marquis Joseph de Lescheraines, le château n'est plus que ruines.
L'archéologue Pascale Conjard-Réthoré (INRAP) dresse un rapport de diagnostic en 2007 et indique que « Le château et le village du Châtelard ont livré un trésor de 21 monnaies gauloises, des monnaies impériales et une statuette de Mercure ».

## Description
Le château occupait l'extrémité nord de la butte.
Le château du Châtelard se présente sous la forme d'une enceinte commandée à l'est par deux tours cylindriques distantes de 40 mètres protégeant le chemin d'accès. La cour intérieure se situant au sud. Il subsisterait des souterrains que la tradition dit être considérables.
En 1730, il ne subsistait que le chemin d'accès au nord, le mur de l'enceinte et les deux tours. Au XIXe siècle, ces derniers, étaient ruinés au niveau du sol.
De nos jours, le château ne présente que de rares vestiges, notamment de l'enceinte et d'une tour demi-circulaire, disséminés dans la végétation et un escalier taillé dans le roc.

## Châtellenie du Châtelard

### L'organisation
Le château est le siège d'une châtellenie, dit aussi mandement (mandamentum). Elle appartient, dans l'organisation du comté de Savoie, au bailliage de Savoie, dont le siège se trouve à Montmélian. Elle reste en possession de la maison de Savoie de 1050 à 1511.
La châtellenie, au XIVe siècle, est constituée des paroisses du Châtelard, de La Compôte, de Doucy, de Jarzy, d'École, de Sainte-Reine, du Noyer, d'Arith, de Lescheraines, de Bellecombe, de La Motte et d'Aillon, auxquelles s'ajoutent la paroisse des Déserts qui appartient à la fin du siècle précédent à la châtellenie de Chambéry. Au cours du siècle suivant, dans le compte des subsides de 1432, la châtellenie est constituée d'une dizaine de paroisses, comptant trois cent vingt-huit feux, avec comme répartition « trente à Saint-Reine, 
vingt-neuf à École, vingt-huit à Jarsy, vingt-neuf à Doucy, quatorze à la Compôte, cinquante au Châtelard, trente-cinq à la 
Motte, trente-huit à la Chapelle (Lescheraine), trente-six au Noyer, trente-neuf à Aillon ». L'abbé Morand précise que les paroisses d'Arith et de Bellecombe appartiennent à une seigneurie à juridiction, entre les mains de Jacques de Montmayeur.
La châtellenie est subdivisée en deux mestralies l'une autour du Châtelard, la seconde autour de Lescheraines. En 1358, les métraux ayant reçu la charge sont Péronet et Ambrois, pour la première, et Jean d'Allèves, pour la seconde.
La première série de comptes de châtellenie, permettant de connaître les recettes et les dépenses, et ainsi une partie de la vie de la circonscription, débute par la période 1270-1271, notamment lorsqu'ils sont complétés par les extentes, « enquêtes minutieuses ayant pour objet de dresser, paroisse par paroisse, l’inventaire des droits et revenus dont pouvait disposer », le médiéviste Fabrice Mouthon a étudié notamment ceux de 1273 et 1335. Les archives conservent ainsi les comptes et le nom de leur auteur des années 1273 à 1505,. L'abbé Laurent Morand (1830-1894), membre de l'Académie des sciences, belles-lettres et arts de Savoie, a livré un travail important à la fin du XIXe siècle sur les Bauges et apporte une analyse du fonctionnement de la châtellenie dans le premier des trois volumes dédiés (cf. « Bibliographie »).

### Les châtelains
Le responsable de cette circonscription est le châtelain, un « [officier], nommé pour une durée définie, révocable et amovible »,. Il est chargé de la gestion de la châtellenie, il perçoit les revenus fiscaux du domaine, et il s'occupe de l'entretien du château. Le châtelain est parfois aidé par un receveur des comptes, qui rédige « au net [...] le rapport annuellement rendu par le châtelain ou son lieutenant ».
Entre la fin du XIIIe siècle et le siècle suivant, la place des familles originaires de Chambéry dans l'obtention de la fonction châtelaine reste importante.
L'abbé Morand relève que sous le règne du comte puis duc Amédée VIII de Savoie, au début du XVe siècle, « [des] concessions — souvent à des maisons religieuses et à certains hauts personnages, soit à titre de fiefs gracieux, soit pour satisfaire à des besoins pressants d'argent, une partie notable des terres ou des droits — allèrent chaque jour en se multipliant et furent telles qu'en moins d'un siècle ils achevèrent de se dessaisir de leur patrimoine cinq fois séculaire ». Ainsi des membres de la famille Chabod, de Lescheraines, obtiennent plusieurs de ces concessions sur la châtellenie à plusieurs reprises (de 1447 à 1453, en 1452, 1456 et 1465). Ces « trafics incessants des droits et des rentes » prennent fin lorsque le duc Charles III vend définitivement les 11 et 24 novembre 1511 la terre du Châtelard à François de Luxembourg et à sa femme Louise de Savoie.

## Seigneurie et marquisat du Châtelard
Lorsque la seigneurie est érigée en marquisat en 1619, elle comprend neuf paroisses : Aillon, Bellecombe, Le Châtelard, La Compôte, Doucy, École, Jarsy, La Motte et Sainte-Reine.
Les seigneurs du Châtelard sont, : 
- 1511 : François de Luxembourg et à sa femme Louise de Savoie, achat, puis leurs descendants ;
- 1572 : Philippe de Monjouet et son épouse Isabelle de Grillet ;
- 1581 : Bertrand et Bonne de Seyssel de la Serraz ;
- 1619 : Sigismond d'Est, marquis de Lans, qui obtient l'érection de la seigneurie en marquisat ;
- 1624 : Thomas de Savoie-Carignan, prince de Carignan ;
- 1656 : Eugène-Maurice de Savoie-Carignan, son fils ;
- ? : Philibert-Amédée de Savoie-Carignan ;
- 1688 : Joseph et Paul de Lescheraines, achat. Reste dans la famille de Lescheraines jusqu'en 1832.

### Fonds d'archives
- Série : Comptes des châtellenies (1272-1511). Fonds : Comptes de châtellenie et de subsides; Cote : SA 8656-8835. Chambéry : Archives départementales de la Savoie (présentation en ligne).« Le Châtelard »
- Série : Comptes des châtellenies (XIIIe siècle-XVIe siècle). Fonds : Inventaire-Index des comptes de châtellenie et de subsides; Cote : SA. Chambéry : Archives départementales de la Savoie (présentation en ligne).p. 202-212, « Le Châtelard »
- Groupe de Chambéry (animé par Christian Guilleré) et Groupe de Lyon (animé par Jean-Louis Gaulin), « Comptes de châtellenies savoyardes », sur castellanie.net : « Recherche multicritères : « Le Châtelard » (9 rouleaux). »